# Goran Popov
Goran Popov (Macedonisch: Горан Попов) (Strumica, 2 oktober 1984) is een Macedonisch betaald voetballer die bij voorkeur in de verdediging speelt.

## Clubcarrière
Hij tekende in juni 2010 een vijfjarig contract bij FC Dynamo Kiev. Die club nam hem over van sc Heerenveen. In augustus 2012 werd hij uitgeleend aan het Engelse West Bromwich Albion.

## Interlandcarrière
Naast de clubs die Popov vertegenwoordigde, is hij meervoudig Macedonisch international. Daarmee speelde hij in 2005 tijdens de WK-kwalificatie in de 0-0 geëindigde wedstrijd tegen Nederland. Hij heeft een Bulgaars paspoort.

## Carrière
| seizoen | club                        | land        | competitie         | wed. | goals |
| ------- | --------------------------- | ----------- | ------------------ | ---- | ----- |
| 2002/03 | FK Belasica Strumica        | Macedonië   | Prva Liga          | 6    | 0     |
| 2003/04 | FK Sileks Kratovo           | Macedonië   | Prva Liga          | 0    | 0     |
| 2003/04 | AEK Athene                  | Griekenland | Alpha Ethniki      | 8    | 0     |
| 2004/05 | Rode Ster Belgrado          | Servië      | Meridian Superliga | 0    | 0     |
| 2004/05 | Odra Wodzislaw              | Polen       | Ekstraklasa        | 11   | 0     |
| 2005/06 | Egaleo FC                   | Griekenland | Super League       | 19   | 0     |
| 2006/07 | Egaleo FC                   | Griekenland | Super League       | 25   | 1     |
| 2007/08 | Levadiakos                  | Griekenland | Super League       | 20   | 0     |
| 2008/09 | sc Heerenveen               | Nederland   | Eredivisie         | 24   | 1     |
| 2009/10 | sc Heerenveen               | Nederland   | Eredivisie         | 27   | 1     |
| 2010/11 | Dynamo Kiev                 | Oekraïne    | Vysjtsja Liha      | 15   | 1     |
| 2011/12 | Dynamo Kiev                 | Oekraïne    | Vysjtsja Liha      | 0    | 0     |
| 2012/13 | → West Bromwich Albion F.C. | Engeland    | Premier League     | 12   | 0     |
| 2013/14 | → West Bromwich Albion F.C. | Engeland    | Premier League     | 2    | 0     |
|         | totaal:                     | totaal:     | totaal:            | 169  | 5     |

## Erelijst
sc Heerenveen
- KNVB beker

2009

## Trivia
- Popov werd op 29 mei 2009 veroordeeld tot een boete van 1150 euro en een rijontzegging van vier maanden omdat hij op 1 februari door de politie aangehouden was terwijl hij dronken achter het stuur zat.[3]